# Biscogniauxia divergens
Biscogniauxia divergens är en svampart som först beskrevs av Ferdinand Theissen, och fick sitt nu gällande namn av Whalley & Læssøe 1990. Biscogniauxia divergens ingår i släktet Biscogniauxia och familjen kolkärnsvampar.   Inga underarter finns listade i Catalogue of Life.